# Yinyanggong
Yinyanggong (en Xinès: 陰陽公), també anomenat Yinyangsi (en Xinès: 陰陽司) és una divinitat daoista, que molts cops se la identifica com la personificació del yin i el yang. Es creu que en diverses ocasions va ajudar als déus de l'inframon. També se'l considera l'ajudant més proper de Chenghuang, déu protector de la ciutat i de la societat. D'altra banda, va assistir a l'Emperador Dongyue, déu daoista de la muntanya sagrada Tai, i a Wufang Shangdi, conegut més bé com a emperador Wufu, un altre déu daoista, però en aquest cas és la representació dels cinc déus celestials i se'l considera el déu suprem.

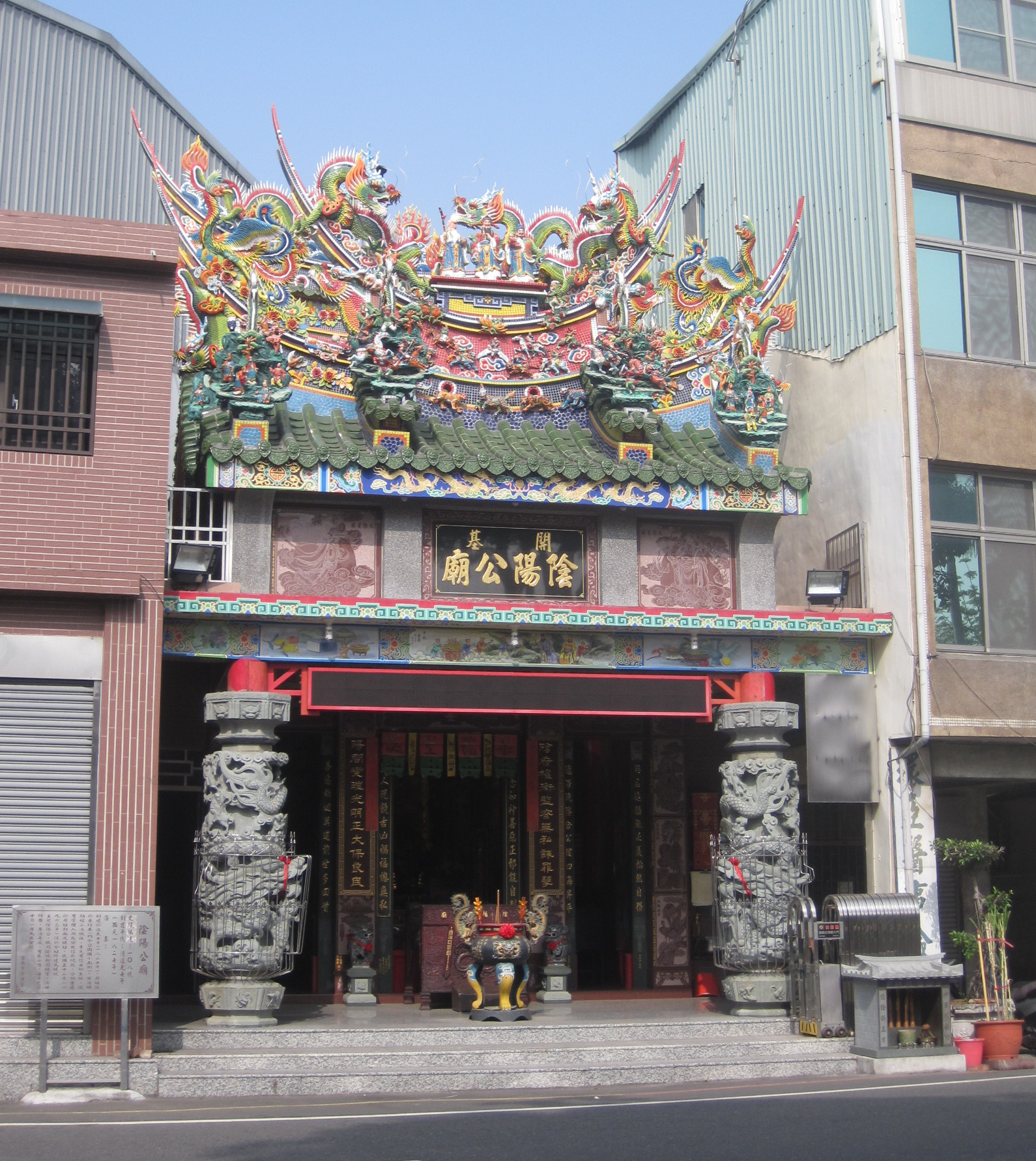
Temple dedicat a Yinyanggong a Taitan (Taiwàn).

És un déu daoista que no té pràcticament temples pel seu culte. Hi ha un temple dedicat únicament a ell que es troba a Tainan, una ciutat de Taiwàn. És el temple en què és la divinitat principal i se li rendeix culte.
D'altra banda, hi ha un temple dedicat al yin i el yang que s'anomena "Temple Yin Yang" i es troba a Magong, una ciutat de la Xina. No és un temple dedicat principalment a Yinyanggong, però es diu que està la seva presència al temple, ja que se'l considera la personificació del yin i el yang.

## Context
El yin i el yang neix a la cultura xinesa al segle III aC, o fins i tot abans, es creu. Són dos elements que oposats que es complementen, el yin es defineix amb un concepte i el yang és l'altre, per exemple, sí el yin és la feminitat, el yang és la masculinitat, i així amb una gran diversitat d'elements. Alhora els dos punts que hi apareixen del color complementari, tenen aquesta intenció, tenir una part de l'altre, i remarcar aquesta complementarietat.
La mitologia xinesa neix d'aquest conjunt, i la societat també. Es van crear els primers déus i a l'hora el primer ésser humà, que va donar principi a la vida humana. En el cas de la cultura daoista, tenen especial preferència pel yin que és la reclusió, ja que la religió daoista destaca pel pensament de trobar-se a un mateix, cosa per la qual, un s'ha de tancar en si mateix.

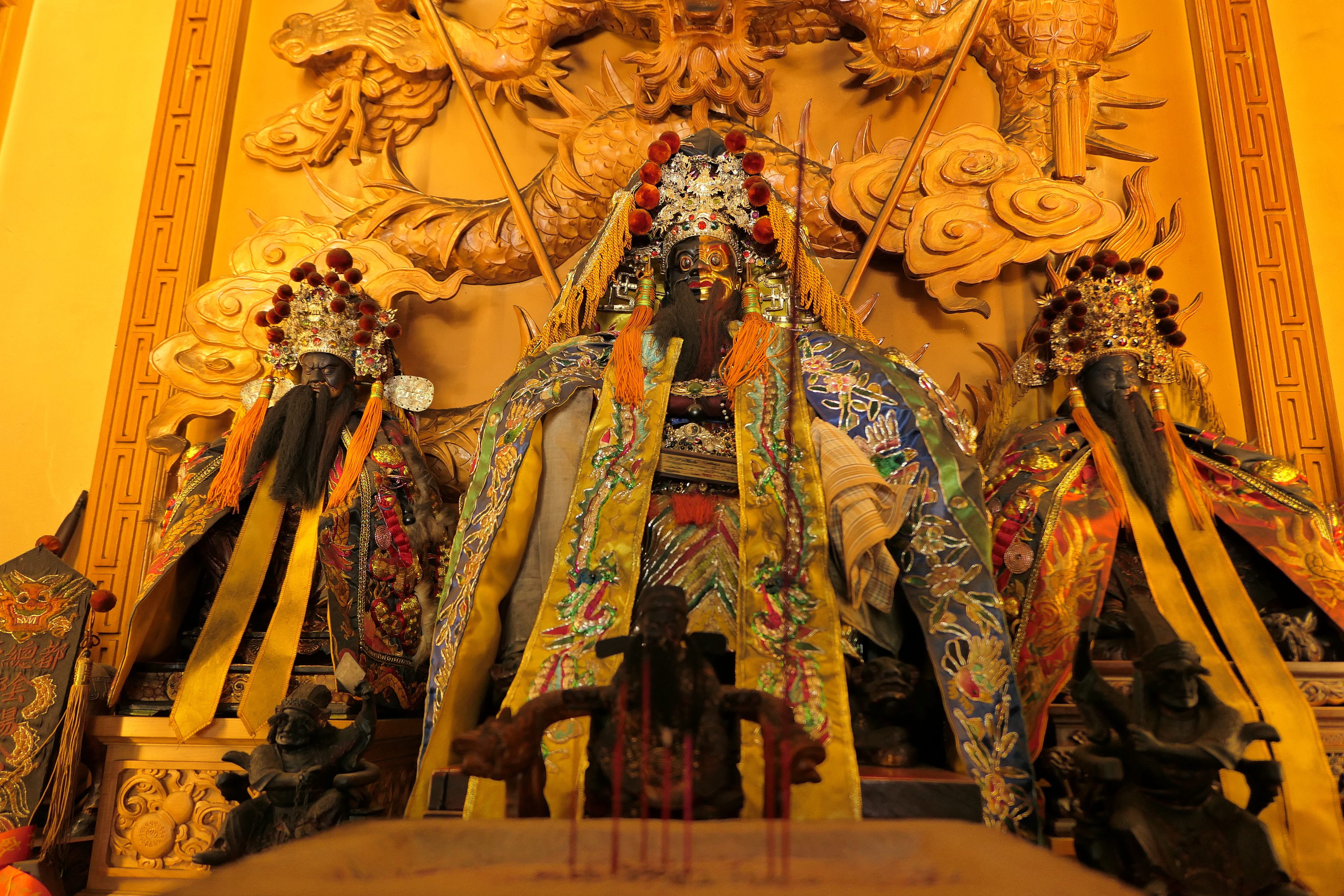
L'estàtua central és de Yinyanggong. Està dins el temple Kaiji dedicat a Yinyanggong que es troba a Taitan (Taiwàn).

## Iconografia
Yinyanggong es relaciona amb el ying i el yang per la seva aparença. El seu rostre està dividit, com el yin i el yang, en dos, d'una banda, té el color blanc (a vegades daurat) i l'altre és el color negre.
Tenint aquesta aparença, pot participar de manera activa en els judicis, ja que veu les dues bandes de la balança. Tant les accions considerades bones com les accions relacionades amb el mal, i d'aquesta manera no es produeixin injustícies amb les decisions finals dels déus jutjadors.